# Xysticus abditus
Xysticus abditus is een spinnensoort uit de familie van de krabspinnen (Thomisidae).
De wetenschappelijke naam van de soort werd in 2006 gepubliceerd door Dmitri Viktorovich Logunov.